# IPO9
Importin-9 là protein ở người được mã hóa bởi gen IPO9.